# シャンボール リキュール
シャンボール リキュール（Chambord）は17世紀後半のフランスで、ルイ14世が宮廷をおいたシャンボール城において、ラズベリーなどを漬け込んだリキュールで貴族たちをもてなした逸話に由来し、誕生したフランス産ベリー系リキュール。日本ではブラウンフォーマンジャパン株式会社が輸入販売を行っている。

## 原材料
ラズベリー、ブラックベリーを中心に、コニャック、バニラエキス、蜂蜜やスパイスを使用して製造。 
ブラックベリーとラズベリーを４週間スピリッツに浸け抽出した液と、残りのベリー果実をその後2週間新たに浸け込み、ベリーの残りの成分を引き出した液（インフュージョン）にブラックラズベリー、カシス、その他のベリーのエキスとコニャック、マダガスカル産バニラ、その他スパイスをブレンドして、甘みと酸味の濃厚な味わいに仕上げる。

## ラインナップ
- シャンボール リキュール
- シャンボール ウォッカ（ラズベリーフレーバーのウォッカ。日本未発売）

## カクテル
- シャンボール ロワイヤル
  - シャンボール リキュール  20ml
  - シャンパン  適量
  - シャンパングラスに注ぎ、軽くステアする。
- フレンチ マティーニ
  - シャンボール リキュール  15ml
  - フィンランディア ウォッカ　50ml
  - パイナップルジュース　100ml
  - 材料をシェーカーでシェイクし、マティーニグラスに注ぐ。